# Крстивоје Илић
Крстивоје Илић (Брдарица код Шапца, 3. март 1938 — Шабац, 22. август 2022) био је српски песник и антологичар.

## Биографија
Основну школу завршио у оближњем Драгињу, Средњу трговачку у Шапцу, дипломирао на Вишој педагошкој школи у Шапцу, потом наставио студије књижевности на Филолошком факултету у Београду.
Песме је почео да пише у основној школи. Као песник откривен је у Нишу, на конкурсу часописа Градина за поезију, када му је награђен циклус песма „Раздор у слуху руже“. У Нишу је потом боравио дуже више пута, па тако и сачинио антологију нишких песника. Као изразити фудбалски таленат, једно време је играо фудбал у шабачкој Дудари и аматерским клубовима.
Крстивоје Илић је рафинирани лиричар у чијим песмама доминира меланхолична нит као израз људске драме и егзистенцијалног неспокојства.
Заступљен је у бројним антологијама и изборима српске поезије и српске дечје поезије. Превођен на стране језике. Члан је Удружења књижевника Србије. Живео је као професионални писац у Шапцу.

## Награде
- Награда Фестивала „Смедеревска песничка јесен”, за песму „Себарска елегија”, 1990.
- Награда „Камен и траве”, за песму „Виновник”, 1991.
- Награда „Булка”, за песму „Заклетва”, 1994.
- Награда „Станко Симићевић”, за песму „Исповест”, 1995.
- Награда „Златна кацига”, за сатиричну песму, 1995.
- Награда „Круна деспота Стефана”, 2003.
- Награда „Златна чивија”, за сатиричну поезију, 2003.
- Награда за културу „Жика Поповић” у Шапцу
- Награда „Лазар Вучковић”, за песму „Тужаљка за Лазаром”, 1990.
- Награда „Печат вароши сремскокарловачке”, за књигу песама Елегије над горама и водама, 2003.
- Награда „Србољуб Митић”, за књигу песама Порекло сонета, 2006.
- Награда „Драинац”, за књигу песама Порекло сонета, 2007.
- Награда „Златни кључић”, 2009.
- Витезова награда, за књигу изабраних песама Коласта аздија, 2013.[3]
- Повеља „Јеврем Обреновић”, за допринос угледу града, 2014.[4]
- Награда „Реч и завештање”, за књигу Мишарске елегије, 2015.
- Награда „Одзиви Филипу Вишњићу”, 2017.[5]
- Награда „Стражилово”, за целокупни песнички опус, 2019.

## Дела

### Збирке песама
- Раздор у слуху руже, 1973;
- Лабудови над Вила-Леском, 1977;
- Јастреб на нишану, 1980;
- Елегије из предграђа, 1982;
- Приговор Орфеју, 1987;
- Елегије из казамата, 1989;
- Јесењи предели, 1990;
- Катрени о вину, 1992;
- Пролеће у Драгињу,1994;
- Мишарске елегије, 1995;
- Сабор бесмртника, 1996;
- Изабране и нове песме, 1996;
- У судњи час, 2001;
- Елегије над горама и водама, 2003;
- Порекло сонета, 2006;
- Церски епитафи, 2014.

### Песме за децу
- Мале љубавне песме, 1989;
- Пролеће у Драгињу, изабране песме за децу, 1997;
- Пелен и Мелема, 1998;
- Дечак из Вила-Леске, избор љубавних песма за децу, 2002;

### Драме
- Мишарска битка, 2000;

### Антологије
- Сазвежђе ариљског анђела, 1996;